# Kasindo
Kasindo är ett samhälle i Bosnien och Hercegovina.   Det ligger i entiteten Republika Srpska, i den centrala delen av landet, 6 km söder om huvudstaden Sarajevo. Kasindo ligger 586 meter över havet och antalet invånare är 578.
Terrängen runt Kasindo är varierad. Runt Kasindo är det ganska tätbefolkat, med 72 invånare per kvadratkilometer.. Närmaste större samhälle är Sarajevo, 6,2 km norr om Kasindo. 
I omgivningarna runt Kasindo växer i huvudsak lövfällande lövskog.